# Iubiți de sărbători
Iubiți de sărbători (în engleză Holidate) este un film de comedie de Crăciun regizat de John Whitesell după un scenariu de Tiffany Paulsen. În rolurile principale au interpretat actorii Emma Roberts, Luke Bracey, Jake Manley, Jessica Capshaw, Andrew Bachelor, Frances Fisher, Manish Dayal și Kristin Chenoweth.
A fost produs de studiourile Wonderland Sound and Vision și a fost lansat pe Netflix la 28 octombrie 2020. 

## Rezumat
Sloane este o fată din Chicago care urăște toate sărbătorile anului deoarece familia sa o acuză că nu a avut nicio relație serioasă. Într-o zi, ea îl întâlnește pe Jackson, un jucător australian de golf care, la fel, nu este interesat de o relație serioasă. Ei fac o înțelegere că vor menține relații de prietenie pe tot parcursul anului și se vor întâlni doar în zilele de sărbătoare (ca iubiți de sărbători).

## Distribuție
- Emma Roberts - Sloane Benson
- Luke Bracey - Jackson
- Andrew Bachelor - Neil
- Jessica Capshaw - Abby
- Manish Dayal - Faarooq
- Alex Moffat - Peter
- Jake Manley - York
- Cynthy Wu - Liz
- Frances Fisher - Elaine
- Kristin Chenoweth - Aunt Susan
- Dan Lauria - Wally
- Carl McDowell - Scruffy Santa
- Nicola Peltz - Felicity
- Julien Marlon - Luc
- Mikaela Hoover - Annie
- Aimee Carrero - Carly
- Meeghan Holaway - Carly's Mom
- Savannah Reina - Daisy
- Billy Slaughter - Barry
- Carlos Lacamara - Carly's Dad